# Anomalía geoidal
La anomalía geoidal o también conocida como altura geoidal, es la diferencia existente entre la altura del geoide en un determinado lugar de un planeta y la altura esperable sobre la base de un determinado elipsoide de referencia o a un determinado modelo de densidad planetaria de referencia, si ésta es positiva, significa que el geoide se encuentra situado en parte superior al del elipsoide con la una magnitud especificada en metros, si es negativa entonces el geoide se encuentra en la parte inferior. 

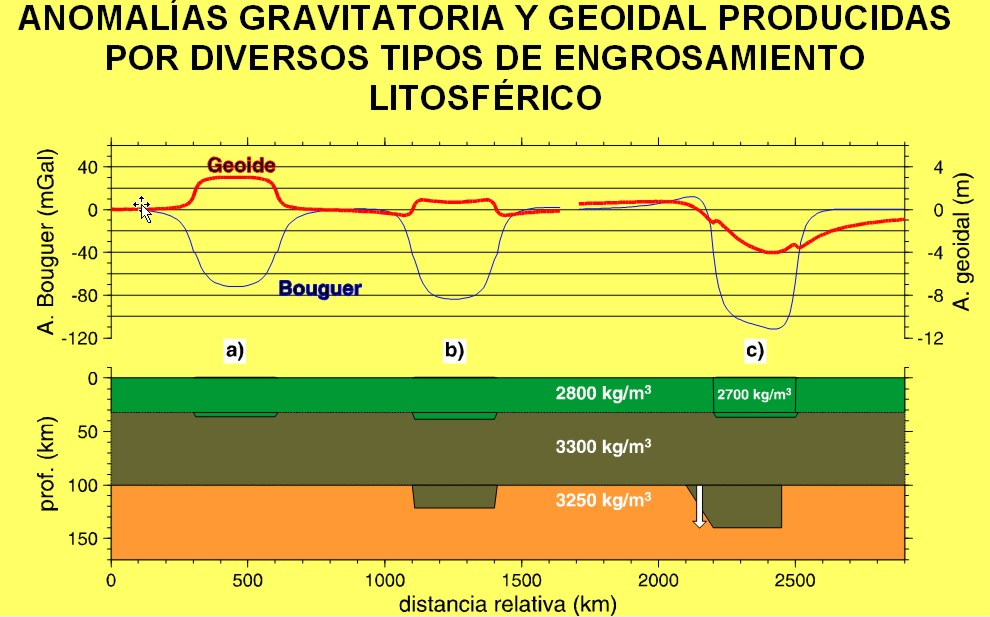
Anomaías geoidal y gravimétrica producidas por distintos cambios de grosor de la corteza terrestre (verde) y del manto litosférico (marrón) respecto a una geometría de referencia.

La anomalía geoidal se mide mediante satélites observando con precisión las perturbaciones de su órbita. También se puede obtener mediante observaciones gravimétricas utilizando el método de Stokes-Helmert, además de otros métodos. Suele representarse en forma de mapas y es expresada habitualmente en metros. Mediante el modelado de la anomalía geoidal, como con la anomalía gravitatoria es posible determinar la distribución de densidad en el interior de un planeta.